# Chiloscyllium arabicum
Chiloscyllium arabicum е вид хрущялна риба от семейство Hemiscylliidae. Видът е почти застрашен от изчезване.

## Разпространение и местообитание
Разпространен е в Индия (Гуджарат и Керала), Иран, Катар, Кувейт, Обединени арабски емирства, Оман, Пакистан и Саудитска Арабия.
Обитава крайбрежията на океани, морета, заливи, лагуни, рифове и реки. Среща се на дълбочина от 24,5 до 100 m.

## Описание
На дължина достигат до 78 cm.